# Yvonne Farrell
Yvonne Farrell (Tullamore, 1951) è un architetto irlandese, cofondatrice insieme a Shelley McNamara dello studio di architettura Grafton Architects, con la quale ha vinto il Premio Pritzker nel 2020.

## Carriera
Farrell si è laureata in architettura nel 1974 allo University College Dublin. Nel 1978 ha fondato, insieme a Shelley McNamara, lo studio Grafton Architects a Dublino. È stata fondatrice del Group 91, il gruppo di architetti a cui venne assegnato nei primi anni '90 il progetto di rinnovamento del quartiere Temple Bar di Dublino. 
Dal 1976 è docente presso lo University College Dublin e dal 2008 è visiting professor presso l'Accademia di architettura di Mendrisio in Svizzera. Nel 2010 ha insegnato alla Harvard Graduate School of Design. È docente presso l'EPFL a Losanna. 
Con Grafton Architects ha vinto il premio World Building of the Year nel 2008 per il nuovo Edificio Roentgen dell'Università Bocconi a Milano. Nel 2015, Grafton Architects ha vinto la quarta edizione del Jane Drew Prize per la grande influenza sulla professione di architetto. Lo studio ha vinto il RIBA International Prize nel 2016 per il progetto dell'Università d'ingegneria e tecnologia a Lima, capitale del Perù. Grafton Architects ha rappresentato l'Irlanda alla Biennale di Venezia del 2002 e del 2008, nel 2017 Yvonne Farrell è stata scelta, insieme a Shelley McNamara, come curatrice della XVI Mostra Internazionale di Architettura della Biennale di Venezia, che si è tenuta nel 2018.
È socia (fellow) del Royal Institute of the Architects of Ireland e socia onoraria del Royal Institute of British Architects.
Nel 2020 Farrell e McNamara hanno vinto il Premio Pritzker e nel 2022 Grafton Architects ha vinto il Premio dell'UE per l'architettura contemporanea.